# Kromboomssloot
Le Kromboomssloot, également orthographié Krom Boomssloot  est un canal secondaire de la ville d'Amsterdam. Il est situé à l'est de l'arrondissement de Centrum (dans le Lastage), à proximité de Nieuwmarkt, et relie le Rechtboomssloot au Snoekjesgracht. Il a été nommé en l'honneur de l'ancien armateur et maire de la ville du XVIe siècle Cornelis Boom.
En 2007, il fut désigné comme l'une des plus jolies rues d'Amsterdam.